# داك هانت
لعبة صائد البط أو داك هانت (بالإنجليزية: Duck Hunt)، هي لعبة إلكترونية يابانية من نمط إطلاق النار عبر مسدس اللعبة الإلكتروني، أنتجت سنة 1984 من قبل شركة نينتندو وتعمل على نظام الفايكوم (كمبيوتر العائلة)، تلعب للفرد الواحد فقط.
تقوم هذه اللعبة بإحضار الكلب لمطاردة مجموعة من البط، فيقوم بطل اللعبة هو أنت (أنت شخصياً)، بإحضار المسدس لإطلاق الرصاص على البط، وتعمل على حسب المستوى، إما سهل أو صعب.
بالإضافة إلى قيام البطل بإطلاق المسدس اللعبة على الصحن الطائر.

## وصلات خارجية
- Duck Hunt at NinDB
- Duck Hunt - Mario Duck at Iphone version
- Duck Carnage - Duck Hunt[وصلة مكسورة] for أندرويد devices
- Play Duck Hunt at Play Free Online Games نسخة محفوظة 24 نوفمبر 2019 على موقع واي باك مشين.